# محوطه ورودی ۱۱۱
محوطه وروی۱۱۱ مربوط به عصر آهن - دوره اشکانیان است و در شهرستان مهران، بخش ملکشاهی، دهستان گچی، ۴۰۰ متری جنوب شرقی روستای وروی واقع شده و این اثر در تاریخ ۲۲ آبان ۱۳۸۶ با شمارهٔ ثبت ۱۹۹۳۴ به‌عنوان یکی از آثار ملی ایران به ثبت رسیده‌است.